# Chico Landi

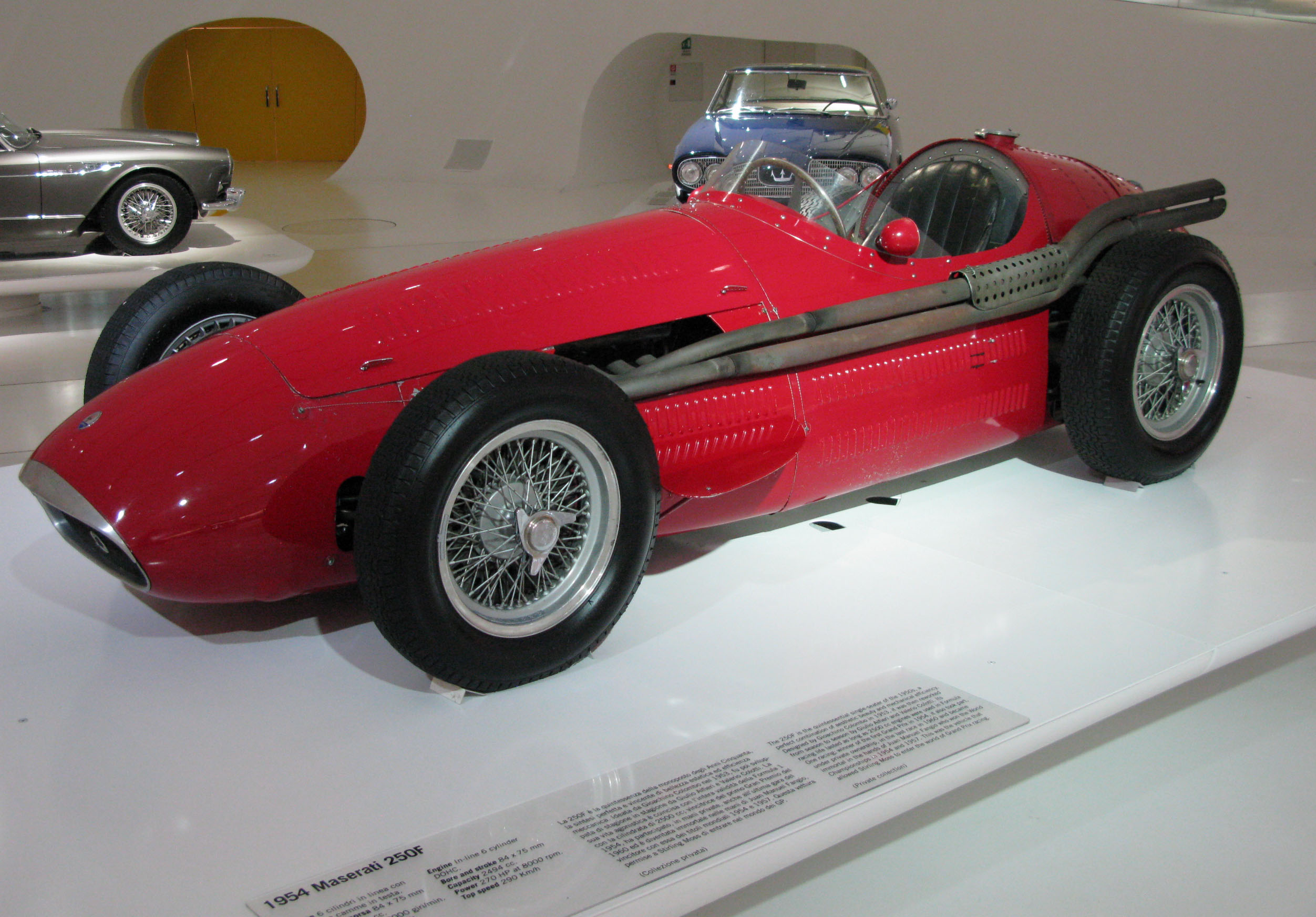
Maserati 250F, como el que utilizó Landi en el Gran Premio de Argentina de 1956.

Francisco Sacco Landi (São Paulo, Brasil; 14 de julio de 1907-Ib; 7 de junio de 1989), más conocido como Chico Landi, fue un piloto de carreras brasileño. Participó en seis Grandes Premios de Fórmula 1. Se obtuvo un total de 1,5 puntos en el campeonato, obteniendo un 4.º puesto como mejor resultado.

## Carrera

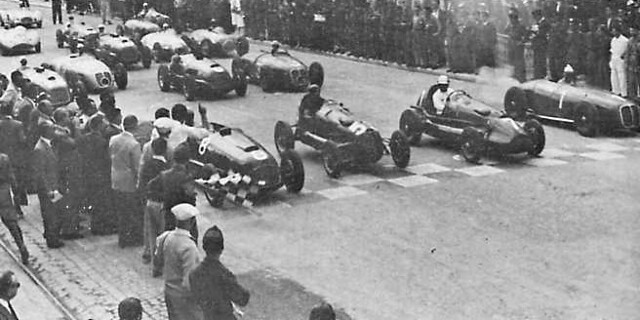
GP de Bari el 30 de mayo de 1948.

Francisco Landi provenía de una familia de clase media modesta, y se metió en las carreras a través de un garaje. Dejó la escuela a los 11 años de trabajar como mecánico, y más tarde comenzaron las carreras callejeras ilegales por las noches, donde tuvo frecuentes enfrentamientos con la policía.
En 1934 hizo su debut en competición, en el segundo Gran Premio de Río de 1934. Él disputó hasta la octava vuelta, cuando su motor dejó de funcionar.
Francisco Landi fue el primer piloto brasileño en ganar una carrera de Gran Premio en Europa; fue con un Ferrari en el Gran Premio de Bari en 1948. Fue segundo en el GP de Albi de 1952, con un Ferrari 375.
Dentro del campeonato de Fórmula 1, el brasileño debutó en 1951 con un Ferrari privado. Corrió en tres ocasiones para la Escudería Bandeirantes, de la cual era propietario, finalizando en dos carreras dentro de los 10 mejores a bordo de un Maserati A6GCM. También corrió un GP para Escudería Milano. Fue llamado por el equipo oficial de Maserati para el Gran Premio de Argentina de 1956. Compartió el 250F con el italiano Gerino Gerini, disputando la mitad de las vueltas y finalizando en el cuarto puesto, a cuatro giros del ganador. Tanto Landi como Gerini sumaron 1.5 puntos para el campeonato.
También ganó las 1000 Millas Brasileñas de 1960, en un Alfa Romeo JK 2000, junto con Cristiano Heins.

## Resultados

### Fórmula 1
(Clave) (negrita indica pole position) (cursiva indica vuelta rápida)

| Año     | Escudería                 | 1      | 2   | 3   | 4       | 5   | 6       | 7       | 8       | 9       | Pos. | Puntos |
| ------- | ------------------------- | ------ | --- | --- | ------- | --- | ------- | ------- | ------- | ------- | ---- | ------ |
| 1951    | Escudería Bandeirantes    | SUI    | 500 | BEL | FRA     | GBR | GER DNP |         | ESP DNP |         | NC   | 0      |
| 1951    | Francisco Landi           |        |     |     |         |     |         | ITA Ret |         |         | NC   | 0      |
| 1952    | Escudería Bandeirantes    | SUI    | 500 | BEL | FRA DNP | GBR | GER     | NED 9‡  | ITA 8   |         | NC   | 0      |
| 1953    | Escudería Bandeirantes    | ARG    | 500 | NED | BEL     | FRA | GBR     | GER     | SUI Ret |         | NC   | 0      |
| 1953    | Escudería Milano          |        |     |     |         |     |         |         |         | ITA Ret | NC   | 0      |
| 1956    | Officine Alfieri Maserati | ARG 4‡ | MON | 500 | BEL     | FRA | GBR     | GER     | ITA     |         | 25.º | 1.5    |
| Fuente: |                           |        |     |     |         |     |         |         |         |         |      |        |